# Kiefhoek
De Kiefhoek is een buurt in de deelgemeente Feijenoord in Rotterdam-Zuid. Kiefhoek is onderdeel van de wijk Bloemhof.
De huizen behoren allemaal tot de categorie sociale huur. Dit rustige en niet bijzonder opvallende wijkje is vanwege de ontstaansgeschiedenis wereldwijd bekend bij architecten en stedenbouwkundigen; het werd in 1999 door de Union Internationale des Architectes op een lijst van de 1000 belangrijkste gebouwen van de twintigste eeuw gezet.

## Geschiedenis
De Kiefhoek was net als het Witte Dorp in Rotterdam-West een project om de lagere arbeidersklasse te verheffen en die betere leefomstandigheden te bieden. Het ontwerp is van architect J.J.P. Oud in opdracht van het gemeentelijk woningbedrijf en de bouw heeft plaatsgevonden tussen 1928 en 1930. De karakteristieke kenmerken van de Kiefhoek zijn de functionalistische indeling van zowel de wijk als de woningen zelf. Oud streefde ernaar om de bewoners zo veel mogelijk leefruimte te bieden in betaalbare, dus kleine woningen.
Al snel gaf het witte pleisterwerk echter problemen. Al een jaar na oplevering waren er duidelijk scheuren te zien en zagen de gevels grauw. De zware industrie die in die tijd nog dichter bij de stad gelegen was, droeg hier ook aan bij.
In de jaren negentig werden de woningen grondig gerestaureerd onder leiding van architect Wytze Patijn, de toenmalige rijksbouwmeester. Voor een deel zijn woningen samengevoegd, een deel kreeg een uitbouw naar achteren waarin zich de keuken bevindt en een deel van de woningen is min of meer gelijk gebleven. Volgens kenners is de sfeer van het oorspronkelijke ontwerp van J.J.P. Oud tamelijk goed bewaard gebleven, in elk geval beter dan in het Witte Dorp. Op het Hendrik Idoplein 2 is een museumwoning ingericht. Inmiddels is de Kiefhoek toe aan een nieuwe renovatie. Een aantal keuzes bij de vorige restauratie blijken niet goed uitgepakt te hebben waardoor de kozijnen er slecht aan toe zijn en veel woningen met vocht- en condensproblemen kampen. In een blok aan de zuidzijde van de Groote Lindtstraat heeft men geëxperimenteerd met nieuwe oplossingen en naar verwachting wordt de overige Kiefhoek in de loop van 2009 aangepakt.